# Flashpoint (album)
Pour les articles homonymes, voir Flashpoint.
Albums de The Rolling Stones
Steel Wheels
(1989) Jump Back: The Best of The Rolling Stones
(1993)
Singles
1. Highwire
Sortie : 1er mars 1991
2. Ruby Tuesday (live)
Sortie : 24 mai 1991
3. Paint It Black (live)
Sortie : 1991
4. Sexdrive
Sortie : 1991

Flashpoint est un album live (le cinquième) du groupe de rock anglais Rolling Stones. Il est sorti le 8 avril 1991 sur le label Rolling Stones / Sony music et a été produit par  Chris Kimsey et The Glimmer Twins.

## Historique
Cet album a été enregistré lors de la tournée mondiale qui suivit la parution de l'album Steel Wheels. S'étalant du 31 août 1989, avec un premier concert donné à Philadelphie, et s'achevant au Wembley Stadium de Londres le 21 août 1990. Cette tournée fut nommée Steel Wheels Tour aux États-Unis et au Japon et rebaptisée Urban Jungle Tour pour la partie européenne.
L'album est complété par deux titres enregistrés en studio entre le 7 et le 11 janvier 1991. L'enregistrement de ces deux titres eut lieu aux studios The Hit Factory de New-York. Ces deux titres sortiront en single ainsi que les enregistrements en public de Ruby Tuesday et Paint It Black.
Il est le dernier enregistrement de Bill Wyman avec les Stones. Wyman annonça son départ aux autres musiciens à la fin de la tournée mais ne l'officialisa que le 6 janvier 1993 lors d'une interview donnée à la télévision anglaise.
Cet album se classa à la 16e place du Billboard 200 aux États-Unis et à la 6e place des charts britanniques. En France il atteindra la 4e place des meilleures ventes de disque et sera certifié double disque d'or pour plus de deux cent mille albums vendus.

## Liste des titres
Toutes les chansons sont écrites et composées par Mick Jagger et Keith Richards, sauf indication contraire.
| 1.    | Continental Drift (Intro)          | 26//11/1989, Memorial Stadium, Clemson, SC, USA       | 0:29 |
| 2.    | Start Me Up                        | 26/11/1989, Memorial Stadium, Clemson, SC, USA        | 3:54 |
| 3.    | Sad Sad Sad                        | 19/12/1989, Boardwalk Hall, Atlantic City, NJ, USA    | 3:33 |
| 4.    | Miss You                           | 25/11/1989, Gator Bowl Stadium, Jacksonville, FL, USA | 5:55 |
| 5.    | Rock and a Hard Place              | 25/11/1989, Gator Bowl Stadium, Jacksonville, FL, USA | 4:51 |
| 6.    | Ruby Tuesday                       | 27/02/1990, Korakuen Dome, Tokyo, Japon               | 3:34 |
| 7.    | You Can't Always Get What You Want | 25/11/1989, Gator Bowl Stadium, Jacksonville, FL, USA | 7:26 |
| 8.    | Factory Girl                       | 06/07/1990, Wembley Stadium, Londres, Grande-Bretagne | 2:48 |
| 9.    | Can't Be Seen                      | 26/11/1989, Memorial Stadium, Clemson, SC, USA        | 4:17 |
| 10.   | Little Red Rooster (Willie Dixon)  | 19/12/1989, Boardwalk Hall, Atlantic City, NJ, USA    | 5:15 |
| 11.   | Paint It, Black                    | 13 juin 1990, Stade Olympique, Barcelone, Espagne     | 4:02 |
| 12.   | Sympathy for the Devil             | 27/02/1990, Korakuen Dome, Tokyo, Japon               | 5:35 |
| 13.   | Brown Sugar                        | 28/07/1990, Stadio delle Alpi, Turin, Italie          | 4:10 |
| 14.   | Jumpin' Jack Flash                 | 27/02/1990, Korakuen Dome, Tokyo, Japon               | 5:00 |
| 15.   | (I Can't Get No) Satisfaction      | 26/11/1989, Memorial Stadium, Clemson, SC, USA        | 6:08 |
| 16.   | Highwire                           | 7 au 11/01/1991, The Hit Factory, New York, NY        | 4:46 |
| 17.   | Sex Drive                          | 7 au 11/01/1991, The Hit Factory, New York, NY        | 4:28 |
| 76:12 |                                    |                                                       |      |

- Note : Rock and a Hard Place et Can't Be Seen sont absents de la version vinyle.

## Musiciens

### The Rolling Stones
- Mick Jagger : chant, guitares, harmonica
- Keith Richards : chant, guitares
- Ronnie Wood : guitares
- Bill Wyman : basse
- Charlie Watts : batterie

### Musiciens supplémentaires
- Bobby Keys : saxophone
- Matt Clifford : claviers, cor
- Chuck Leavell : claviers
- Arno Hecht, Paul Litteral, Bob Funk, Crispen Cloe (The Uptown Horns) : cors
- The Kick Horns : cors sur Rock and a Hard Place
- Bernard Fowler, Lisa Fischer, Cindy Mizelle : chœurs
- Eric Clapton : guitare sur Little Red Rooster
- Katie Kissoon, Tessa Niles : chœurs sur Sex Drive

## Classements hebdomadaires

### Album
| Pays                                 | Durée du classement | Meilleur classement | Date            |
| ------------------------------------ | ------------------- | ------------------- | --------------- |
| Allemagne (GfK Entertainment)        | 27 semaines         | 5e                  | 29 avril 1991   |
| Australie (ARIA Charts)              | 6 semaines          | 12e                 | 14 avril 1991   |
| Autriche (Ö3 Austria Top 40)         | 12 semaines         | 6e                  | 28 avril 1991   |
| Belgique (V) (Ultratop)              | 1 semaine           | 42e                 | 11 juillet 1998 |
| Canada (RPM)                         | 19 semaines         | 9e                  | 27 avril 1991   |
| États-Unis (Billboard 200)           | 17 semaines         | 16e                 | 4 mai 1991      |
| France (SNEP)                        | 43 semaines         | 4e                  | 1991            |
| Italie (FIMI)                        | -                   | 19e                 | 1991            |
| Norvège (VG-lista)                   | 5 semaines          | 11e                 | 8 avril 1991    |
| Nouvelle-Zélande (RMNZ Albums Top40) | 13 semaines         | 6e                  | 12 mai 1991     |
| Pays-Bas (MegaCharts)                | 36 semaines         | 5e                  | 4 mai 1991      |
| Royaume-Uni (UK Albums Chart )       | 7 semaines          | 6e                  | 20 avril 1991   |
| Suède (Sverigetopplistan)            | 6 semaines          | 15e                 | 24 avril 1991   |
| Suisse (Schweizer Hitparade)         | 21 semaines         | 7e                  | 28 avril 1991   |

### Singles
Highwire
| Chart                  | Durée du classement | Position | Date          |
| ---------------------- | ------------------- | -------- | ------------- |
| Hot 100                | 7 semaines          | 57e      | 30 mars 1991  |
| Mainstream Rock Tracks | 11 semaines         | 1er      | 16 mars 1991  |
| Single Top 100         | 10 semaines         | 27e      | 29 avril 1991 |
| Ö3 Austria Top 40      | 5 semaines          | 23e      | 5 mai 1991    |
| (V) Ultratop           | 12 semaines         | 13e      | 18 mai 1991   |
| RPM Top Singles        | 12 semaines         | 10e      | 4 mai 1991    |
| Single Top 100         | 6 semaines          | 28e      | 27 avril 1991 |
| VG-lista               | 5 semaines          | 4e       | 25 mars 1991  |
| RMNZ Singles Top40     | 2 semaines          | 32e      | 12 mai 1991   |
| Mega Top 50            | 12 semaines         | 6e       | 20 avril 1991 |
| UK Singles Chart       | 4 semaines          | 29e      | 30 mars 1991  |
| Sverigetopplistan      | 3 semaines          | 14e      | 27 mars 1991  |

Ruby Tuesday (live)
| Chart               | Durée du classement | Position | Date            |
| ------------------- | ------------------- | -------- | --------------- |
| Mega Top 50         | 8 semaines          | 34e      | 13 juillet 1991 |
| UK Singles Chart    | 2 semaines          | 59e      | 1er juin 1991   |
| Schweizer Hitparade | 2 semaines          | 27e      | 14 juillet 1991 |

Sex Drive
| Chart                  | Durée du classement | Position | Date              |
| ---------------------- | ------------------- | -------- | ----------------- |
| Mainstream Rock Tracks | 3 semaines          | 40e      | 8 juin 1991       |
| Mega Top 50            | 9 semaines          | 24e      | 28 septembre 1991 |
| Sverigetopplistan      | 1 semaine           | 31e      | 11 septembre 1991 |

## Certifications
| Pays             | Certification | Ventes    | Date            |
| ---------------- | ------------- | --------- | --------------- |
| Allemagne        | Or            | 250 000 + | 1991            |
| Autriche         | Or            | 25 000 +  | 4 novembre 1991 |
| Canada           | Or            | 50 000 +  | 30 avril 1991   |
| États-Unis       | Or            | 500 000 + | 28 mai 1991     |
| France           | 2 × Or        | 200 000 + | 2002            |
| Nouvelle-Zélande | Or            | 7 500+    | 30 juin 1991    |
| Pays-Bas         | Platine       | 100 000 + | 1992            |
| Royaume-Uni      | Or            | 100 000 + | 12 février 2017 |
| Suisse           | Or            | 25 000 +  | 1991            |